# 乌鲁克河
乌鲁克河，也作乌鲁克吾斯塘河，位于中华人民共和国新疆维吾尔自治区喀什地区叶城县的一条河流，是提孜那甫河下游右岸支流，发源于叶城县东南部昆仑山脉北坡太坎冰川，干流蜿蜒向北，流经阔郎阿日、喀孜格什、铁斯村、尤克日恰喀村、乌夏巴什镇、宗朗乡等地，之后大部分水量被引入宗朗水库，少量余水和洪水期的部分洪水，从水库大坝侧面的河道下泄，最后河水散流状散失于315国道以北，历史上可向西北汇入提孜那甫河。河流全长215千米，其中山口以上河长103千米，流域面积1121平方千米，年均径流量约1.56亿立方米。